# Büntet a kismocsok 2.
A Büntet a kismocsok 2. (eredeti cím: Joe Dirt 2: Beautiful Loser) 2015-ben bemutatott amerikai filmvígjáték, amelyet David Spade és Fred Wolf forgatókönyvéből Fred Wolf rendezett. A 2011-ben bemutatott Kismocsok című film folytatása. A főbb szerepekben David Spade, Brittany Daniel, Dennis Miller, Adam Beach és Christopher Walken látható.
Az Amerikai Egyesült Államokban 2015. július 16-án mutatták be a mozikban. Magyarországon 2017. július 26-án mutatta be a Digi Film.

## Szereplők
| Szereplő                 | Színész                          | Magyar hang            |
| ------------------------ | -------------------------------- | ---------------------- |
| Piszkos Joe              | David Spade                      | Rajkai Zoltán          |
| Brandy / Ashleen         | Brittany Daniel                  | Gubás Gabi             |
| Zander Kelly             | Dennis Miller                    | Ifj. Jászai László     |
| Rugószárny               | Adam Beach                       | Czető Roland           |
| Srác                     | Micky Shiloah                    | Czető Roland           |
| Clem                     | Christopher Walken               | Sörös Sándor           |
| Jimmy Yauch / Rory Yauch | Mark McGrath                     | Stohl András           |
| Bomba                    | Patrick Warburton                | Csernák János          |
| Blake                    | Ron Flagge                       | Melis Gábor            |
| Hajléktalan a vonaton    | TBA                              | Melis Gábor            |
| Galinda                  | Rhonda Dents                     | Martin Márta           |
| Nő a buszmegállóban      | Tracy Weisert                    | Zsurzs Kati            |
| Dr. Sue                  | Natalia Cigliuti                 | Ősi Ildikó             |
| Aneszteziológus          | Jeff DeRouen                     | Elek Ferenc            |
| Thomas seriff            | Brian Tanke                      | Elek Ferenc            |
| Jimmy barátja            | Jeremy Sande                     | Horváth-Töreki Gergely |
| Járókelő                 | Charlie Talbert                  | Kapácsy Miklós         |
| Járókelő                 | Tony Bentley                     | Kapácsy Miklós         |
| Tommy                    | Troy Romzek                      | Molnár Levente         |
| Ronnie Van Zandt         | Matthew Curry                    | Berkes Bence           |
| Doktor 1977-ben          | Baron Davis                      | Galambos Péter         |
| Beatrice                 | Minnie Goode                     | Zakariás Éva           |
| Légiutas-kísérő          | Mariana Paola Vicente            | Dögei Éva              |
| Cal                      | Kevin P. Farley                  | Schneider Zoltán       |
| Buffalo Bob 1965-ben     | Adam Eget                        | Bognár Tamás           |
| Buffalo Bob              | Brian Thompson (archív felvétel) | Bognár Tamás           |
| Favágó                   | TBA                              | Baráth István          |
| Favágó                   | TBA                              | Kajtár Róbert          |
| Ashleen barátnője        | TBA                              | Solecki Janka          |
| Favágó                   | TBA                              | Varga Rókus            |
| Hajléktalan a vonaton    | TBA                              | Varga Tamás            |
| Favágó                   | TBA                              | Vári Attila            |